# Ministr státní bezpečnosti Čínské lidové republiky
Ministr státní bezpečnosti Čínské lidové republiky (čínsky v českém přepisu čung-chua žen-min kung-che-kuo kuo-ťia an-čchüan-pu pu-čang, pchin-jinem Zhōnghuá rénmín gònghéguó guójiā ānquánbù bùzhǎng, znaky zjednodušené 中华人民共和国国家安全部部长, tradiční 中華人民共和國國家安全部部長) je člen Státní rady Čínské lidové republiky, čínské vlády, stojící v čele Ministerstva státní bezpečnosti Čínské lidové republiky.
V současnosti post ministra státní bezpečnosti v Li Čchiangově vládě zastává Čchen I-sin.

## Jmenovací proces
Podle Ústavy Čínské lidové republiky je ministr nominován premiérem a následně schválen Všečínským shromážděním lidových zástupců, nebo jeho stálým výborem. Do funkce je poté jmenován prezidentem Čínské lidové republiky.

## Seznam ministrů státní bezpečnosti
| #  | Portrét | Jméno                                      | Narození a úmrtí | Funkční období                           | Funkční období    | Funkční období   | Vláda                                          |
| #  | Portrét | Jméno                                      | Narození a úmrtí | Nástup do úřadu                          | Opuštění úřadu    | Dny v úřadu      | Vláda                                          |
| -- | ------- | ------------------------------------------ | ---------------- | ---------------------------------------- | ----------------- | ---------------- | ---------------------------------------------- |
| 1. |         | Ling Jün 凌云                              | 1917–2018        | Červen 1983 (oficiálně 1. července 1983) | 6. září 1985      | 2 roky a 67 dní  | Čao C'-jang II Li Pcheng I                     |
| 2. |         | Generální komisař Ťia Čchun-wang 贾春旺    | * 1938           | 6. září 1985                             | 18. března 1998   | 12 let a 193 dní | Li Pcheng I Li Pcheng II                       |
| 3. |         | Generální komisař Sü Jung-jüe 许永跃       | * 1942           | 18. března 1998                          | 30. srpna 2007    | 9 let a 165 dní  | Ču Žung-ťi Wen Ťia-pao I                       |
| 4. |         | Generální komisař Keng Chuej-čchang 耿惠昌 | * 1951           | 30. srpna 2007                           | 7. listopadu 2016 | 9 let a 69 dní   | Wen Ťia-pao I Wen Ťia-pao II Li Kche-čchiang I |
| 5. |         | Generální komisař Čchen Wen-čching 陈文清  | * 1960           | 7. listopadu 2016                        | 30. října 2022    | 5 let a 357 dní  | Li Kche-čchiang I Li Kche-čchiang II           |
| 6. |         | Generální komisař Čchen I-sin 陈一新       | * 1959           | 30. října 2022                           | úřadující         | 2 roky a 122 dní | Li Kche-čchiang II Li Čchiang                  |